# Place Strossmayer
La place Strossmayer (en tchèque : Strossmayerovo náměstí, aussi familièrement Štrosmajrák) est une place de Prague, située dans le quartier de  Holešovice. 

## Histoire

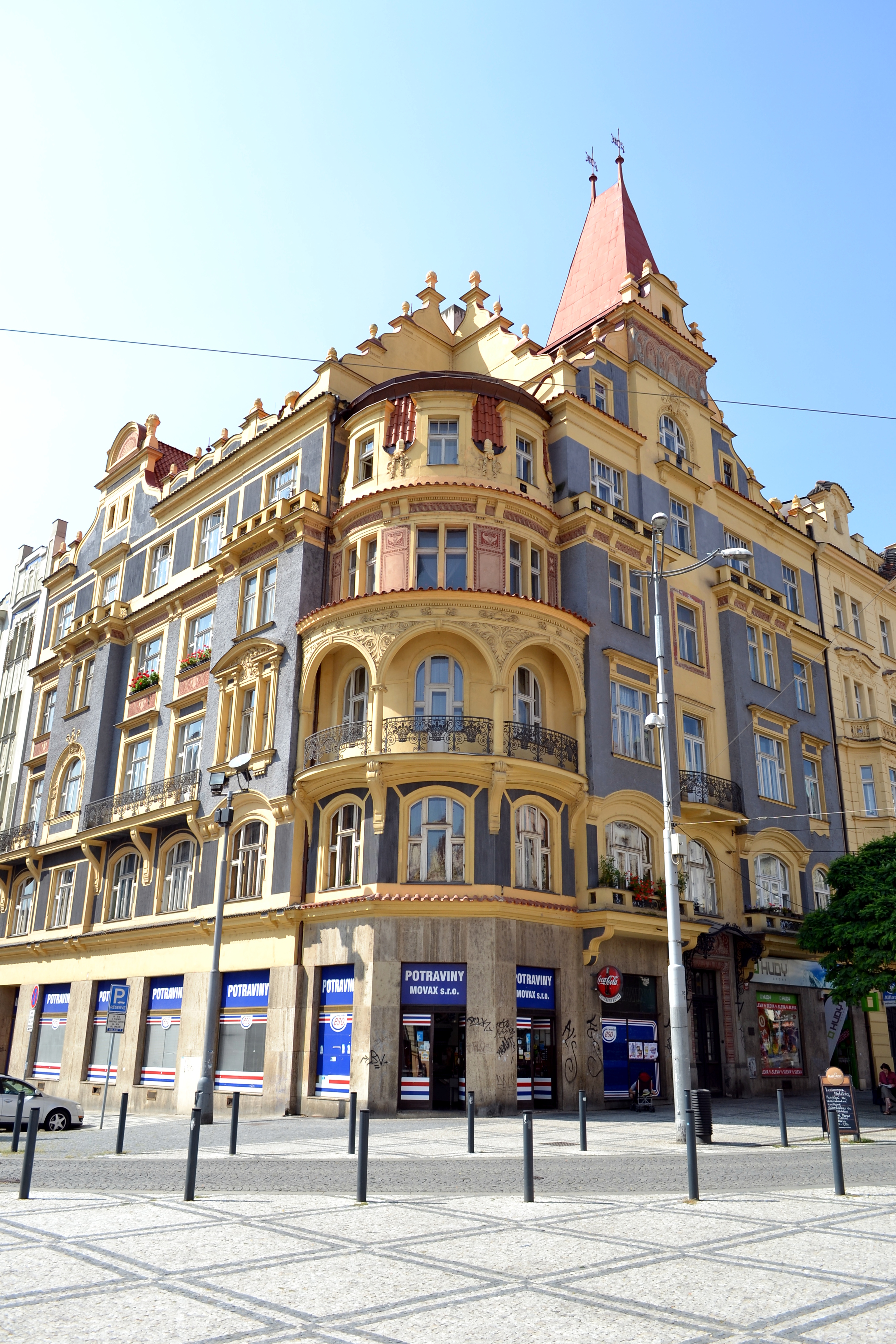
Maison d'angle.

La place a été appelée de 1908 à 1925 Place Bubenská. En 1925, elle fut nommée en l'honneur de Josip Juraj Strossmayer, un important évêque croate. Entre 1961 et 1968, elle a porté le nom de Kopeckého náměstí après le décès en 1961 de l'homme politique communiste Václav Kopecký. Le 10 juillet 1973, la tueuse de masse Olga Hepnarová a conduit un camion en fonçant dans un groupe d’environ 25 personnes en attente d’un tramway, ce qui fit 8 victimes . 

## Trafic
Bien que le parcours soit assez petit, il revêt une grande importance pour les transports en commun. De nombreuses lignes de tramway du réseau de transports en commun de Prague s'y croisent. De plus, la place est reliée au métro via la station Vltavská. Au début du XXIè siècle on a eu l'intention de créer une vaste zone piétonne, mais cela n'a pas été réalisé. En 2007, la place a été reconstruite, le trottoir et la partie est de la zone piétonne ont été rénovés. 

## Édifices
- Église Saint Antoine de Padoue, construite entre 1908 et 1911 en style néogothique.
- L'ancienne école secondaire, aujourd'hui lycée, était autrefois une chapelle.